# Кайседо, Хорди
Хо́рди Хосуэ́ Кайсе́до Меди́на (исп. Jordy Josué Caicedo Medina ; родился 18 ноября 1997 года, Мачала, Эквадор) — эквадорский футболист, полузащитник мексиканского клуба «УАНЛ Тигрес» и сборной Эквадора, выступающий на правах аренды за «Атлас».

## Клубная карьера

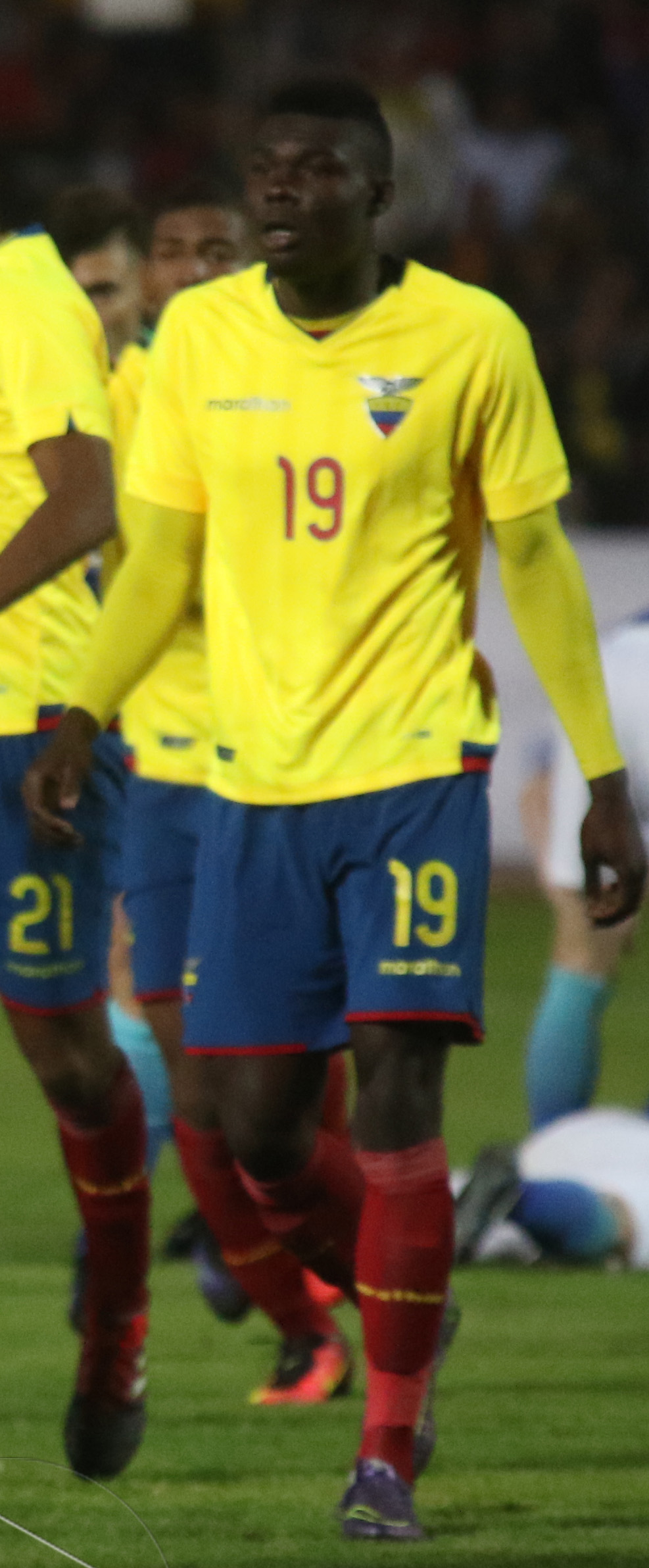
Кайседо в составе молодёжной сборной Эквадора

Кайседо начал карьеру в клубе «Депортиво Асогуэс». В 2015 году Хорди перешёл в «Универсидад Католика» из Кито. 21 февраля в матче против «Эмелека» он дебютировал в эквадорской Примере. 9 июля 2016 года в поединке против «Мушук Руна» Кайседо забил свой первый гол за «Универсидад». В начале 2019 года Кайседо на правах аренды перешёл в «Эль Насьональ». 10 февраля в матче против «Барселоны» из Гуаякиль он дебютировал за новый клуб. В этом же поединке Хорди забил свой первый гол за «Эль Насьональ».
Летом 2019 года Кайседо перешёл в бразильский «Виторию Салвадор». 3 августа в матче против «Гремио Бразил» он дебютировал в бразильской Серии B. 11 августа в поединке против «Параны» Хорди забил свой первый гол за «Виторию». 
В начале 2021 года Кайседо перешёл в софийский ЦСКА. 20 февраля в матче против «Черно море» он дебютировал в чемпионате Болгарии. В этом же поединке Хорди забил свой первый гол за ЦСКА. 

## Международная карьера
В 2017 года Кайседо в составе молодёжной сборной Эквадора завоевал серебряные медали домашнего молодёжного чемпионата Южной Америки. На турнире он сыграл в матчах против команд Чили, Парагвая, Венесуэлы, Уругвая, Аргентина, а также дважды Колумбии и Бразилии. В поединках против аргентинцев и колумбийцев Хорди забил три мяча.
В том же году Кайседо принял участие в молодёжном чемпионате мира в Южной Корее. На турнире он сыграл в матчах против команд США, Саудовской Аравии и Сенегала. В поединке против аравийцев Хорди забил гол.
5 июня 2021 года в отборочном матче чемпионата мира 2022 года в матче против сборной Бразилии Кайседо дебютировал за сборную Эквадора. В том же году Хорди принял участие в Кубке Америки в Бразилии. На турнире он сыграл в матчах против команд Колумбии и Перу.

## Достижения
Международные
 Эквадор (до 20)
- Чемпионат Южной Америки по футболу среди молодёжных команд — 2017